# Dennis R. Larsen

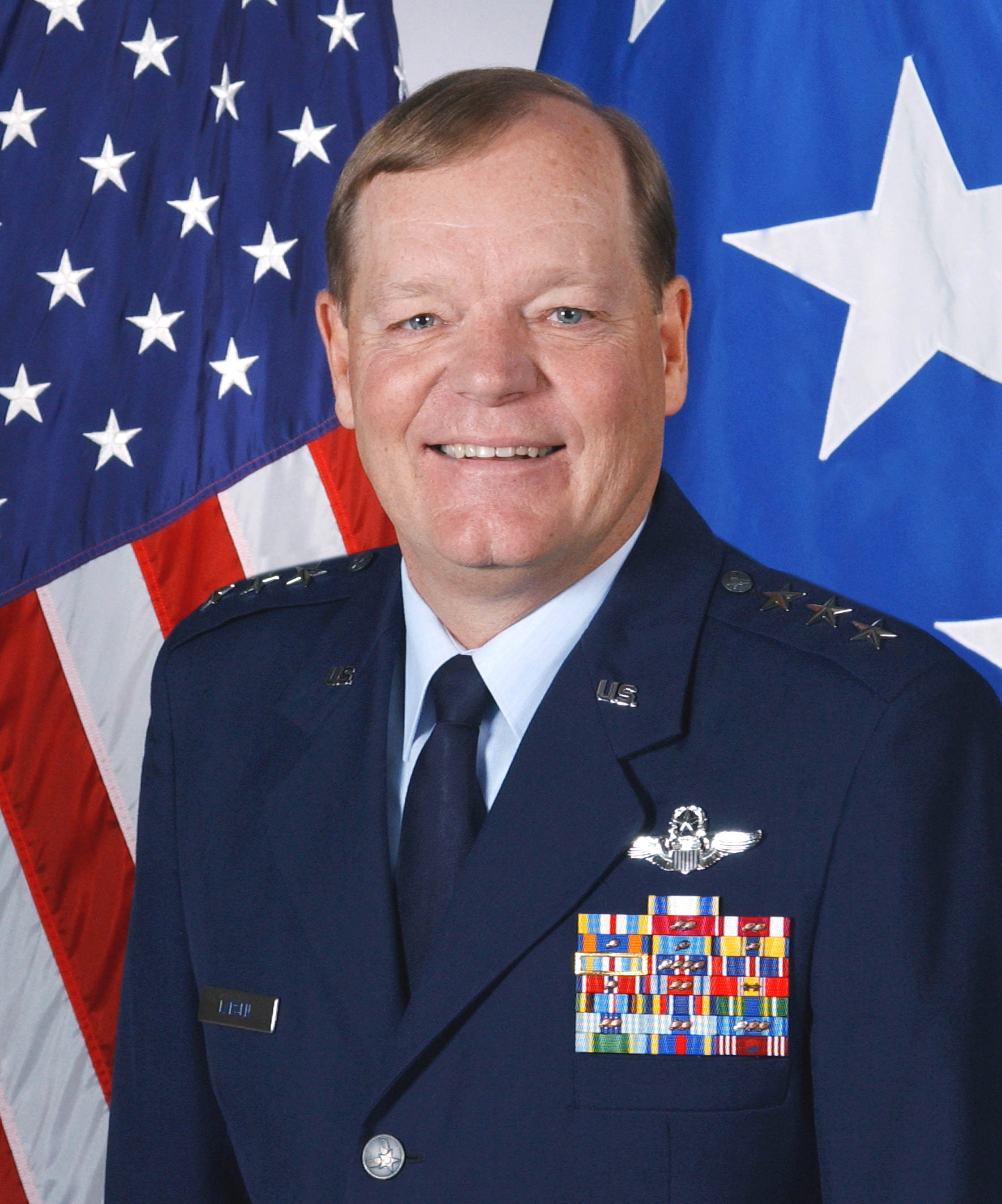
Dennis R. Larsen

Dennis R. Larsen (* um 1949) ist ein pensionierter Generalleutnant der United States Air Force. Er war unter anderem Kommandeur der 13. Luftflotte.

## Leben
Dennis Larsen studierte zunächst Mathematik und Physik an der University of Wisconsin. Über die Officer Training School auf der Lackland Air Force Base in Texas gelangte er im Jahr 1971 in das Offizierskorps des United States Air Force. Dort durchlief er anschließend alle Offiziersränge vom Leutnant bis zum Drei-Sterne-General.
Im Lauf seiner militärischen Karriere absolvierte er verschiedene Kurse und Schulungen. Dazu gehörten unter anderem eine Ausbildung zum Kampfpiloten und weitere Fortbildungskurse als Pilot neuer Flugzeugtypen, die Squadron Officer School auf der Maxwell Air Force Base in Alabama, das Air Command and Staff College, das Air War College, der Joint Forces Air Component Commander Course und der Joint Flag Officer Warfighting Course. Alle diese Schulen befanden sich auf der Maxwell AFB. Außerdem erhielt er einen akademischen Grad von der University of Southern California.
In seinen frühen Jahren als Offizier der Luftwaffe war er an verschiedenen Stützpunkten in den Vereinigten Staaten stationiert. Dabei war er als Pilot, Flugausbilder oder Stabsoffizier bei unterschiedlichen Einheiten tätig. Dazwischen absolvierte er die erwähnten Schulungen. Zwischen Januar 1975 und Mai 1977 war er als Ausbildungspilot auf der Kadena Air Base in Japan stationiert. Dabei gehörte er der 67. Taktischen Kampfstaffel (67th Tactical Fighter Squadron) an. Eine weitere Auslandsversetzung führte ihn in den Jahren 1987 bis 1990 nach Deutschland. Auf der Spangdahlem Air Base war er unter anderem Kommandeur der 81. Taktischen Schwadron (81st Tactical Fighter Squadron).
Daran schloss sich sein Studium am Air War College an, das er im Juni 1991 erfolgreich beendete. Es folgte eine Versetzung auf die MacDill Air Force Base in Florida. Beim dort angesiedelten United States Central Command bekleidete er zwischen Juni 1991 und Juni 1993 das Amt des stellvertretenden Generalinspekteurs. Anschließend erhielt er auf der Andersen Air Force Base auf Guam das Kommando über das 36. Basisgeschwader (36th Air Base Wing). Dieses Amt hatte er bis zum August 1995 inne.
Sein nächster militärischer Auftrag führte Dennis Larsen zur Hickham Air Force Base auf Oʻahu. Dort gehörte er bis zum August 1996 als Assistant Director of Operations dem Stab der Pacific Air Forces an. Im August 1996 erhielt er das Kommando über das 49. Kampfgeschwader, das auf der Holloman Air Force Base in New Mexico stationiert war. Dieses Kommando übte er bis zum Juni 1998 aus. Als Nächstes wurde er nach Saudi-Arabien versetzt. Auf der dortigen Prince Sultan Air Base kommandierte er bis zum Dezember 1998 das 4404. Geschwader (4404th Wing). Dabei war er auch an der Operation Desert Fox beteiligt. Anschließend kommandierte er dort bis zum Juni 1999 das 363. Expeditionsgeschwader (363rd Air Expeditionary Wing).
Nach seiner Heimkehr wurde Larsen auf die Langley Air Force Base in Virginia beordert. Dort war er bis zum Juni 2000 Stabsoffizier und dann bis zum Februar 2001 Kommandeur des Aerospace Expeditionary Force Centers. Es folgte eine Versetzung zur Osan Air Base in Südkorea. Zwischen Februar 2001 und September 2002 war Dennis Larsen dort stellvertretender Kommandeur der 7. Luftflotte und der dortigen amerikanischen Luftstreitkräfte (U.S. Air Forces Korea). Außerdem war er Stabschef des Air Component Command.
Am 21. September 2002 übernahm Dennis Larsen auf der Andersen Air Force Base auf Guam als Nachfolger von Theodore W. Lay II das Kommando über die 13. Luftflotte (Thirteenth Air Force). Dieses Amt bekleidete er bis zum 24. Januar 2005, als Edward A. Rice Jr. seine Nachfolge antrat. Anschließend wurde er auf die Randolph Air Force Base in Texas versetzt. Bis zum April 2005 war er dort als special assistant to the Commander Stabsoffizier bei der 19. Luftflotte. Im April 2005 wurde er ebenfalls auf der Randolph AFB stellvertretender Kommandeur des Air Education and Training Command. Diesen Posten bekleidete er bis zu seiner Pensionierung im Juli 2007.
Während seiner aktiven Zeit als Militärpilot absolvierte er über 4200 Flugstunden auf verschiedenen Flugzeugtypen.

## Daten der Beförderungen
| Abzeichen | Rang               | Jahr              |
| --------- | ------------------ | ----------------- |
|           | Second Lieutenant  | 2. November 1971  |
|           | First Lieutenant   | 2. Mai 1973       |
|           | Captain            | 2. November 1975  |
|           | Major              | 1. September 1983 |
|           | Lieutenant Colonel | 1. März 1986      |
|           | Colonel            | 1. Dezember 1991  |
|           | Brigadier General  | 1. April 1997     |
|           | Major General      | 24. Mai 2001      |
|           | Lieutenant General | 12. April 2005    |

## Orden und Auszeichnungen
Dennis Larsen erhielt im Lauf seiner militärischen Laufbahn unter anderem folgende Auszeichnungen:
- Air Force Distinguished Service Medal
- Defense Superior Service Medal
- Legion of Merit
- Meritorious Service Medal
- Air Medal
- Aerial Achievement Medal
- Air Force Commendation Medal
- Combat Readiness Medal
- Armed Forces Expeditionary Medal
- Global War on Terrorism Service Medal
- Korea Defense Service Medal